# فابريسيو فيكيني
فابريسيو فيكيني (بالإيطالية: Fabrizio Ficini)‏ (11 أكتوبر 1973 بإمبولي في إيطاليا - ) هو لاعب كرة قدم إيطالي في مركز الوسط. لعب مع فيورنتينا ونادي إمبولي ونادي باري ونادي بيستويسي ونادي سامبدوريا.